# Пирккала
Пирккала (фин. Pirkkala) — община в провинции Пирканмаа, Финляндия. Общая площадь территории — 104,04 км², из которых 22,66 км² — вода.

## Демография
На 31 января 2011 года в общине Пирккала проживают 17289 человек: 8569 мужчин и 8720 женщин.
Финский язык является родным для 97,19% жителей, шведский — для 0,45%. Прочие языки являются родными для 2,36% жителей общины.
Возрастной состав населения:
- до 14 лет — 21,32%
- от 15 до 64 лет — 65,26%
- от 65 лет — 13,12%

Изменение численности населения по годам:
| Год  | Численность |
| ---- | ----------- |
| 1980 | 9634        |
| 1990 | 11409       |
| 2000 | 12736       |
| 2010 | 17237       |
| 2011 | 17289       |